# The Vegetable Orchestra
The First Vienna Vegetable Orchestra (dal tedesco Das erste Wiener Gemüseorchester), ma meglio noti come The Vegetable Orchestra, è un gruppo musicale austriaco, fondato nel 1998.
Composta da membri provenienti da vari ambiti artistici (musicisti, artisti visivi, designer, scrittori ecc..), la formazione adopera esclusivamente verdure a mo' di strumenti musicali, particolarità che rende il loro stile difficilmente catalogabile. Secondo quanto dichiarato dal collettivo, le loro sonorità spaziano dal free jazz, al dub, ed all'"elettronica sperimentale." Fra gli strumenti musicali inventati o semplicemente usati dalla Vegetable Orchestra vi sono "zucche percussioni", carote intagliate come flauti dolci, "melanzane nacchere", e i "cucumberphones", sorta di strumenti a fiato ricavati da zucchini, carote, e peperoni.
Attualmente si esibiscono in vari concerti in tutto il mondo, al termine dei quali cucinano alcuni dei loro "strumenti" in una zuppa che viene servita al pubblico.

## Discografia
- 1999 – Gemise
- 2003 – Automate
- 2010 – Onionoise
- 2018 – Green Album